# Elgin (Arizona)
Pour les articles homonymes, voir Elgin.
Elgin est une census-designated place du comté de Santa Cruz, dans l'État de l'Arizona, aux États-Unis. En 2020, elle compte une population de 162 habitants.